# Station Cantley
Cantley is een spoorwegstation van National Rail in Cantley, Broadland in Engeland. Het station is eigendom van Network Rail en wordt beheerd door Greater Anglia. 